# 托尔别耶沃 (莫尔多瓦共和国)
托尔别耶沃（羅馬化：Torbeyevo）是俄罗斯莫尔多瓦共和国的市级镇、托尔别耶沃区行政中心，地处莫尔多瓦共和国西南部，在共和国首府萨兰斯克西偏南方，靠近莫尔多瓦共和国与奔萨州的边界。一条小河流穿过该镇。
该地2021年人口有8,898人；2010年人口9,373；2002年人口9,351；1989年人口8,924。